# Tatarstan Open 2011
Il Tatarstan Open 2011 è stato un torneo professionistico di tennis femminile giocato sul cemento. È stata la 2ª edizione del torneo, che fa parte dell'ITF Women's Circuit nell'ambito dell'ITF Women's Circuit 2011. Si è giocato a Kazan' in Russia dall'8 al 14 agosto 2011.

## Partecipanti

### Teste di serie
| Nazionalità | Giocatrice          | Ranking* | Testa di serie |
| ----------- | ------------------- | -------- | -------------- |
| Russia      | Evgenija Rodina     | 75       | 1              |
| Russia      | Vesna Dolonc        | 89       | 2              |
| Bielorussia | Nastas'sja Jakimava | 90       | 3              |
| Lussemburgo | Mandy Minella       | 127      | 4              |
| Russia      | Vitalija D'jačenko  | 139      | 5              |
| Russia      | Aleksandra Panova   | 150      | 6              |
| Francia     | Caroline Garcia     | 160      | 7              |
| Russia      | Ekaterina Ivanova   | 171      | 8              |

- Ranking al 1º agosto 2011.

### Altre partecipanti
Giocatrici che hanno ricevuto una wild card:
- Ksenija Lykina
- Julija Putinceva
- Anna Smolina
- Ekaterina Jašina

Giocatrici che sono passate dalle qualificazioni:
- Nigina Abduraimova
- Natela Dzalamidze
- Elena Kulikova
- Evgenija Paškova

## Campionesse

### Singolare
Julija Putinceva ha battuto in finale  Caroline Garcia con il punteggio di 6–4, 6–2

### Doppio
Ekaterina Ivanova /  Andreja Klepačhanno battuto in finale Vitalija D'jačenko /  Aleksandra Panova per walkover